# Danube deltaponny
Danube Deltaponnyn är en hästras av ponnytyp som lever i vilt tillstånd i Donaudeltat i Rumänien. Hästarna lever främst inne i och strax utanför Leteaskogen mellan grenfloderna Sulina och Chilia. Ca 5600 vilt strövande hästar lever i deltaområdet och i skogen. Idag pågår ett stort projekt för att försöka få bort hästarna från Donau-deltat, bland annat på grund av att hästarna förstör akut hotade blommor och växter inne i skogen. 

## Historia
Förvildade hästar har levt i området runt Donau i många hundra år och fångades ofta in av lokala bosättare som avlade på dem. De lokala bosättarna och uppfödarna bidrog på så sätt till att stammarna hölls under kontroll och aldrig blev för stora. Men 1990 stängdes de kollektiva gårdarna i området ner och hästarna släpptes lösa vilket gjorde att stammarna med hästar kraftigt ökade i antal och hästarna blev genast ett stort problem för miljön runt Donaudeltat. 
Danube Delta-ponnyerna blev inte heller kontrollerade av staten och till slut blev de så många att man var oroliga över att hästarna skulle beta sönder landskapet. Hästarna har även räknats som ett hot mot blommor och växter inne i skogen och i Donaudeltat, bland annat ett flertal olika arter som blivit rödlistade som akut hotade av IUCN. 
År 2002 fångades några av hästarna in och exporterades till Italien för att slaktas och användas till köttproduktion. Djurskyddsföreningarna försökte motarbeta bortförandet av ponnyerna genom att hävda att de hade ett biologiskt och historiskt arv och att de hade ett naturligt sätt att kommunicera på som kunde studeras för att öka förståelsen även för tama hästar. 
Sedan början av år 2009 har man åter igen tagit upp frågan om att försöka föra bort hästarna från deltat. Men då många individer inom flockarna har drabbats av träskfeber (Equine infectious anemia) så får de inte föras bort från området som då räknas som ett karantänområde.  
Idag pågår ett projekt tillsammans med Världsnaturfonden för att försöka hitta ett sätt att föra ut hästarna, bland annat genom att hitta ett annat reservat där hästarna kan leva. En del föreningar jobbar även på att försöka få ett statligt program för att kontrollera stammarna och låta en liten del av den vara kvar i Donaudeltat. Idag finns ca 5600 fritt strövande hästar i Donaudeltat. Ca 3600 av dessa bor i Leteaskogen och ca 2000 i andra områden runt Donaudeltat. Målet är att minst 2000 av dessa hästar ska räddas och föras någon annanstans. 
Idag ligger ett förslag om att en del av hästarna ska få stanna kvar i området medan resten ska domesticeras, tämjas och tränas. De hästar som tränas ska lånas ut till de jordbrukare som varje år drabbas av de kraftiga översvämningarna från Donau. Det finns även ett förslag om att göra området mer attraktivt för turism. Med i projektet finns även en grupp från Transsylvanien som angett ett önskemål om att få hästar som skulle användas för att bygga upp och renovera slott och fort i området, samt även användas i schower som ska utspela sig vid historiska byggnader. 

## Egenskaper
Donau delta-ponnyerna är i regel mörka, främst bruna eller svarta. De är ganska stora ponnyer med en mankhöjd på runt 145-150 cm. Ponnyerna är robusta och starka. Det är liten skillnad mellan ponnyerna som lever i Leteaskogen och de som lever utanför, samt även en tredje gren som lever vid floden Sanfu Gheorghe, en av bifloderna till Donau. 
Domesticerade delta-ponnyer har visat sig vara mycket fogliga och lätthanterliga, och även arbetsvilliga. Ponnyerna är av typisk körhäst-typ, snarare än ridtyp, med robust och väl musklad byggnad. De har trots det långa och slanka ben och ett attraktivt huvud med rak nosprofil och stora ögon. Ponnyerna kan ibland ha primitiva tecken som mjölmule.